# Frame
FRAME (укр. «Рама») — легкий планерний ударно-розвідувальний безпілотний комплекс, створений компанією AIRDROPER LLC для бойового застосування в умовах сильного впливу засобів РЕБ. Комплекс «FRAME» є продовженням покоління спортивних планерів з характерно зміненним фюзеляжем схожим на FPV коптер нарізаним з пластин для розміщення великої кількості систем зв'язку, камер та іншого обладнання для військових цілей.
Первинно БПЛА "FRAME" проектувався для доставки медичних пакунків та крові до польових госпіталів. Попри всі спроби адаптувати БПЛА для гуманітарних місій, командою розробників було прийнято рішення поставляти БПЛА для скиду боєкомплекту в якості ударного дрону через брак фінансування.

## Опис

### Модифікації
| Характеристика                          | Значення   | Примітка                     |
| --------------------------------------- | ---------- | ---------------------------- |
| Максимальна дальність (маршрут)         | < 1200 км  |                              |
| Максимальна оперативна дальність        | < 300 км   |                              |
| Максимальна висота підйому              | 1000 м.    |                              |
| Максимальна швидкість дрону             | 155 км/год |                              |
| Крейсерська швидкість                   | 85 км/год  |                              |
| Точність при скиданні з висоти до 250 м | 3 м        |                              |
| Радіус суцільного ураження              | 48 м       | *в залежності від боєприпасу |

- Комплекс містить три бойових літаки та шість комплектів акумуляторів, катапульту, наземну станцію управління + комплект акумуляторів, стандартизовані за STANAG трекбол і антенний кабель, антену, балістичний калькулятор, набір модульних компонентів, транспортні кейси, запасні частини та ремонтний набір.
- Екіпаж керування комплексом — 2 взаємозамінних між собою спеціалістів: основний пілот та технічний спеціаліст.

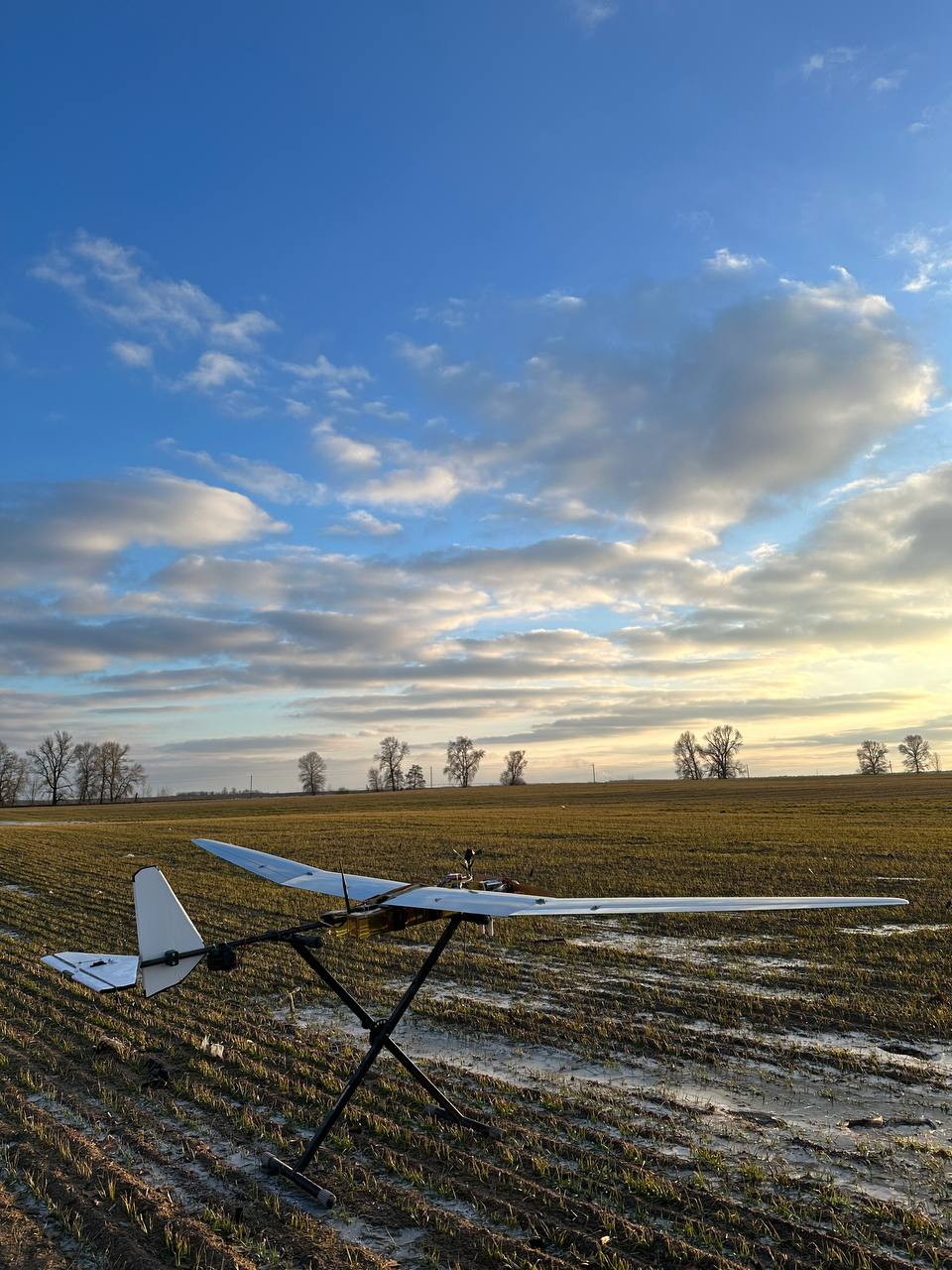
FRAME після польоту взимку

Надалі проводяться активні тестування БПЛА FRAME вже з ДВЗ установкою на А95 бензині для значного покращення технічних характеристик.[неавторитетне джерело]

## Історія створення
Розробка безпілотного комплексу розпочалася у 2022 році для вирішення бойових задач під час Російсько-української війни. Після початку широкомасштабного вторгнення 2022 року БПЛА здійснив близько 15 місій.[неавторитетне джерело]

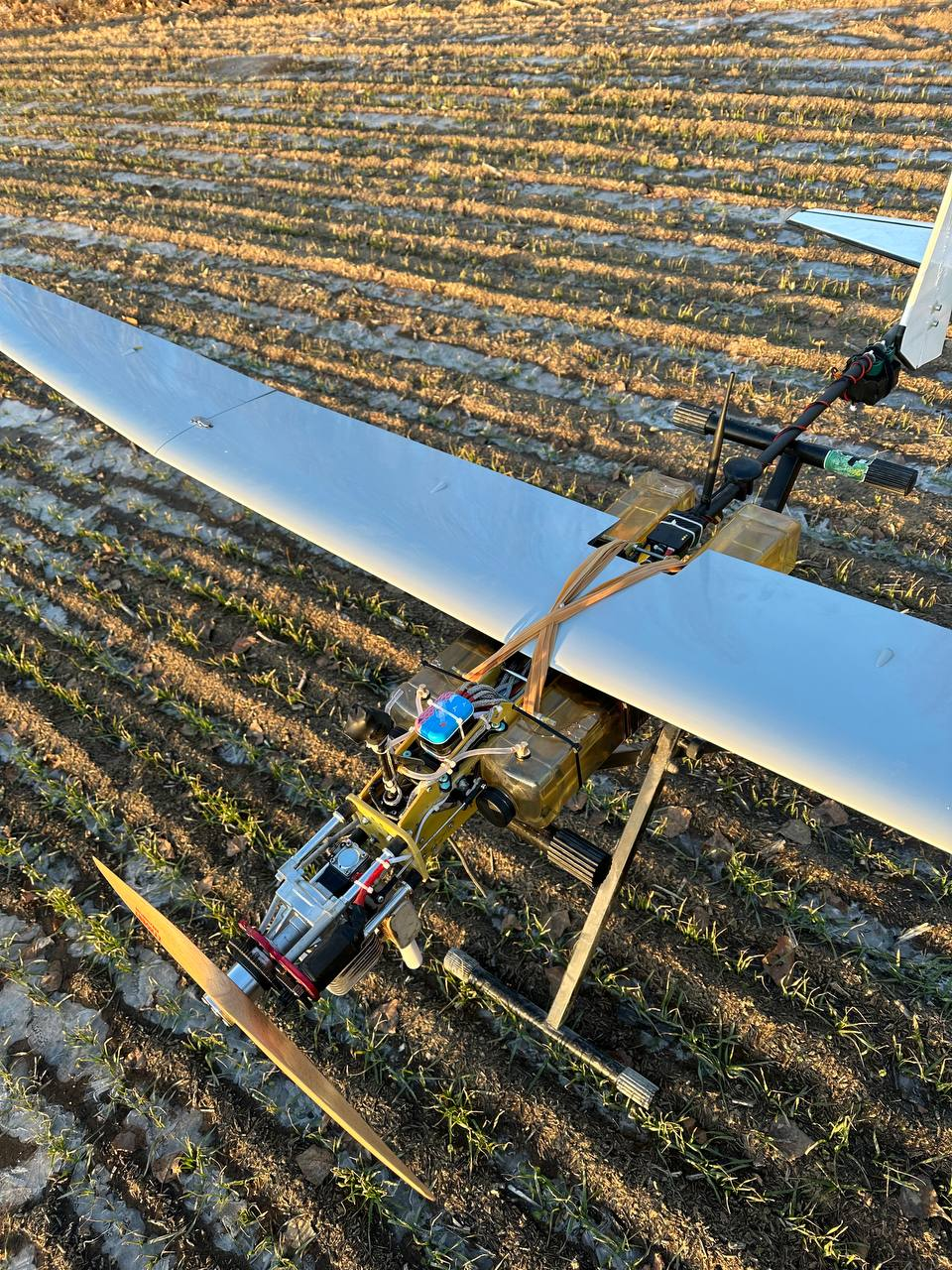
FRAME без кришки, предпольотна перевірка систем

Надалі ведеться покращення БПЛА та розширення виробничих можливостей у Польщі. 

## Оператори
- Україна: 1 одиниця

Станом на листопад 2023 року було виготовлено предсерійний комплекс БПЛА FRAME та запущено серійне виробництво першої партії у 7 літаків яка має бути готова до середини Грудня 2023 року.

## Бойове застосування

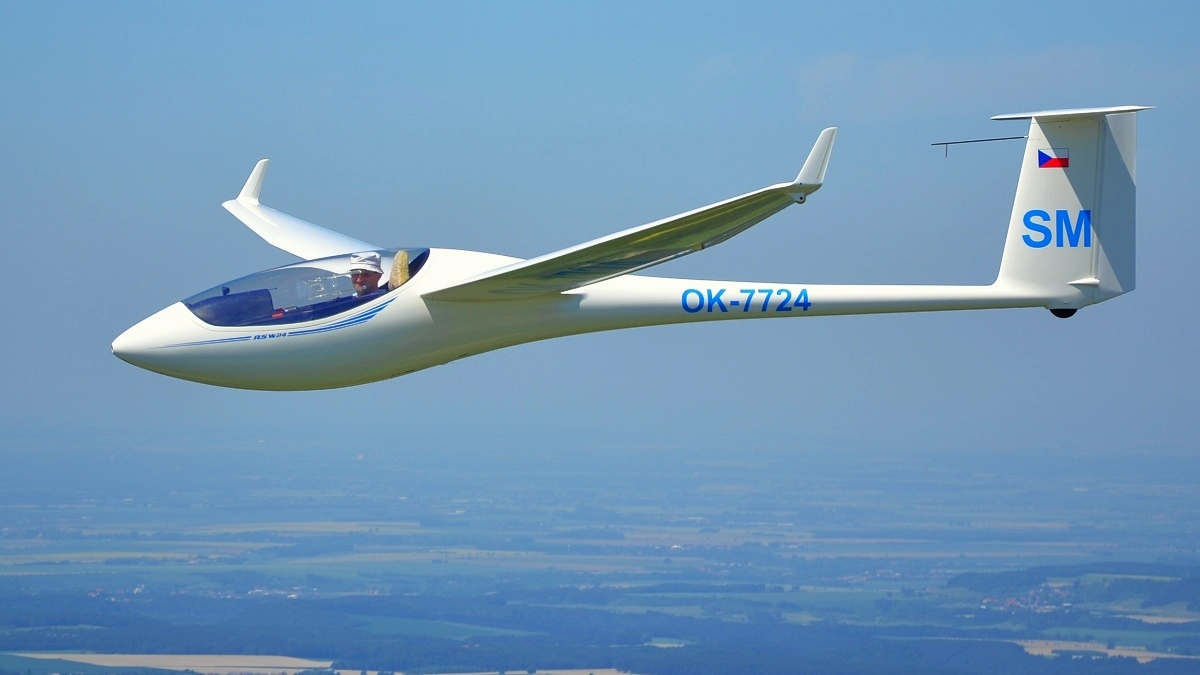
Глайдер який став натхненням на створення БПЛА глайдера FRAME

### Російсько-українська війна
У жовтні 2023 року було відкрито збір коштів на два комплекси БПЛА FRAME та на третій дрон-прототип розвідного БПЛА на базі планеру FRAME.